# Font Sol Aigua
La font Sol Aigua és una escultura cinètica de Tiurana (Noguera), que es va col·locar a plaça del Pou, un cop acabada la construcció de la nova Tiurana, per simbolitzar l'esforç i la tenacitat d'aquest poble.
Obra de l'escultor alemany Christian Tobin, està formada per tres columnes de granit que es mouen per la força de l'aigua. La font es basa en tres elements de la natura: el sol, símbol d'esperança; l'aigua, de superació; la pedra, de resistència. Les tres columnes rectangulars representen els membres d'una família: el pare, la mare i el fill o la filla. Damunt de cada columna hi ha un bloc de pedra que es mou, gràcies la força de l'aigua, per a mostrar que Tiurana és un poble viu. La distribució de les columnes es va dissenyar de tal manera que la mare és prop al fill/a i es mouen en el mateix sentit, diferenciant-se entre ells en que la mare es contorneja i el fill va molt de pressa; el pare més llunyà, es mou en sentit contrari. L'aigua que va inundar el poble, ara els dona vida.